# تشوبين (فارسان)
تشوبين (بالفارسية: چوبین) هي قرية تقع في قسم ميزدج عليا الريفي في إيران. يقدر عدد سكانها بـ 143 نسمة بحسب إحصاء 2016.